# 伊達邦孚
伊達 邦孚（だて くにたか）は、江戸時代後期の陸奥国仙台藩一門・宮床伊達家10代当主。通称は式部。字は子華。号は薫園。

## 略歴
文政12年（1829年）1月12日、仙台藩一門宮床邑主・伊達宗賢の子として宮床にて誕生。幼名を卯之助。
安政4年（1858年）9月9日、父・宗賢の隠居により家督と知行8000石を相続し、宮床邑主となる。文久2年（1862年）9月16日死去。享年34。法号は廣雲院元山維良。葬地は宮床覚照寺。家督は父・宗賢が再家督の後、宗広が相続した。

## 人物
父・宗賢と同じく勤皇家であり、詩作に優れた教養人でもあった。著作に「村居百絶」「詠物百律」がある。

## 系譜
- 父：伊達宗賢（1802-1864）
- 母：不詳
- 正室：遠藤勘解由娘
- 室：従子 - 石川義光四女
- 生母不明の子女
  - 男子：伊達宗広（1858-1928）